# Love's Such a Wonderful Thing
"Love's Such a Wonderful Thing" is een lied van de Britse band The Real Thing. Het werd in juni 1977 uitgebracht als dragende single van hun tweede album 4 from 8 en haalde de 33e plaats in de Britse top 40.
Het lied werd geschreven, gearrangeerd en geproduceerd door de broers Chris Amoo en Eddie Amoo. Op de B-kant stond de eerder verkrijgbare albumtrack Topsy Turvy, eveneens een compositie van de Amoo's, maar dan geproduceerd en gearrangeerd door Jerome Rimson.

## Samples vanSo Much Love to Give
Het tekstfragment I've got so much love to give en de bijbehorende muziek werden veelvuldig gesampled door dj's en producers:
- Het Franse houseduo Together, bestaande uit Thomas Bangalter (Daft Punk) en DJ Falcon, gebruikten de sample in 2002 als eerste voor hun 12 inch-single So Much Love to Give waarin het van begin tot eind werd herhaald.
- Ook de Freeloaders bracht in 2005 een single uit die So Much Love to Give heette en dezelfde sample gebruikte, maar dan met naamsvermelding van The Real Thing. Het haalde de negende plaats in de Britse hitlijst en bezorgde de groep een zesde en laatste top 10-notering.
- Datzelfde jaar was het muziekfragment (zonder de zin "So much love") te horen in de hitsingle You and Me van Uniting Nations.
- In 2011 werd So Much Love door Fedde le Grand gebruikt voor zijn gelijknamige nummer.
- De Hongaarse deephouse/progressieve house-dj's Muzzaik & Stadiumx volgden dit voorbeeld in 2016.